# Dicranoglossum furcatum
Dicranoglossum furcatum är en stensöteväxtart som först beskrevs av Carolus Linnaeus, och fick sitt nu gällande namn av John Smith. Dicranoglossum furcatum ingår i släktet Dicranoglossum och familjen Polypodiaceae. Inga underarter finns listade.

## Bildgalleri

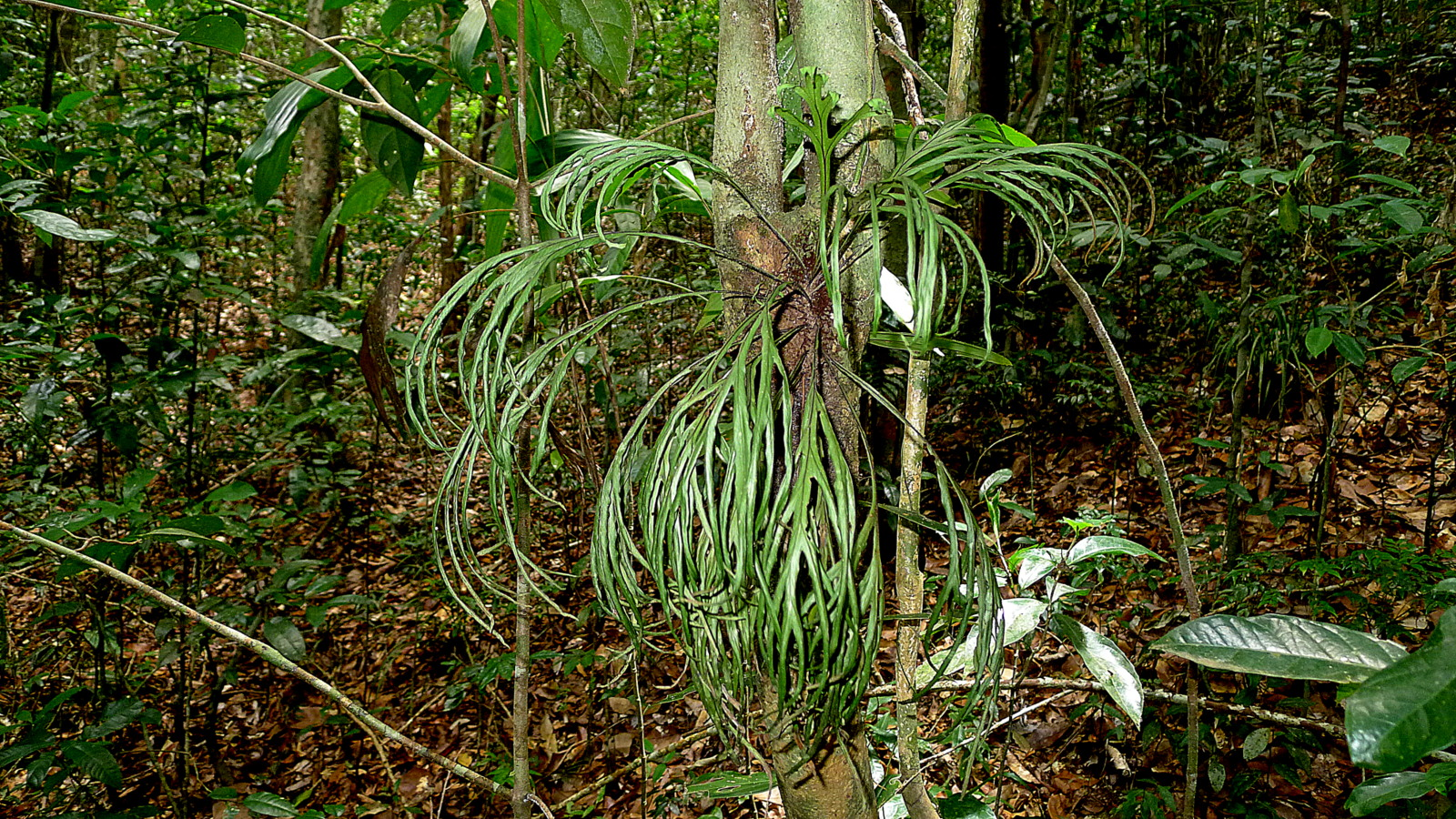
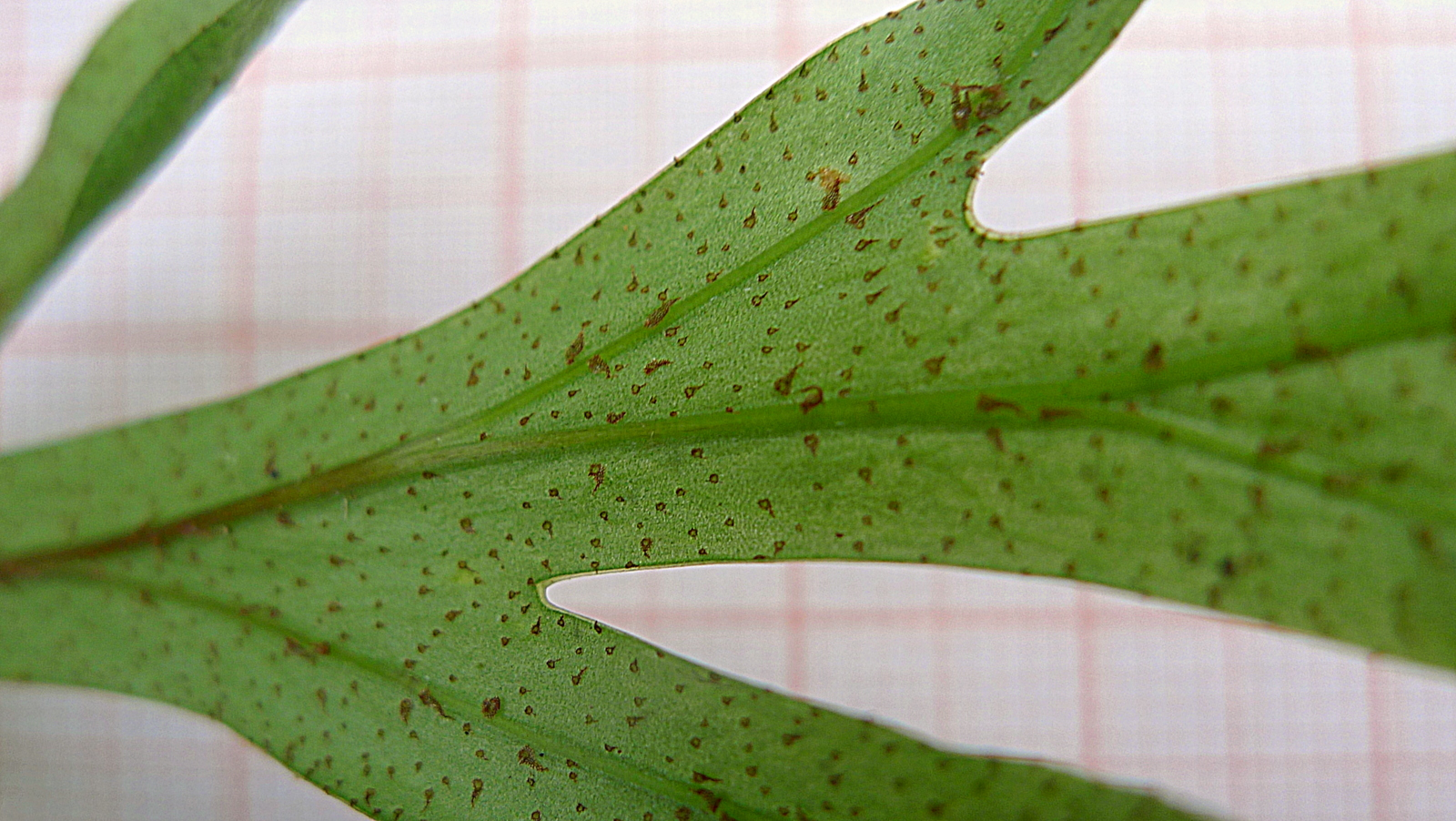
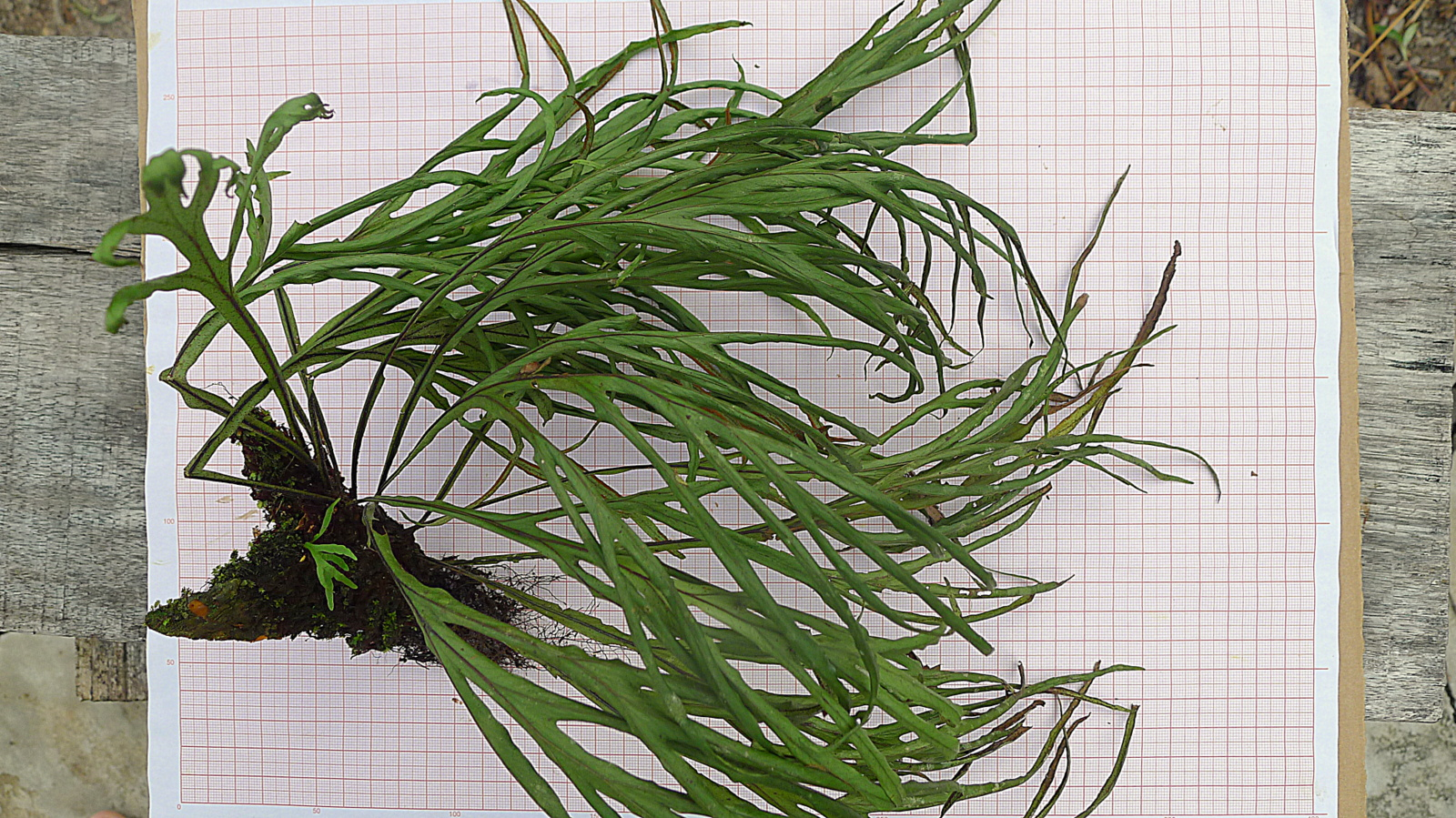